# 石川晃次
石川 晃次（いしかわ こうじ、1978年9月26日 - ）は日本のシンガーソングライター、作詞家、作曲家、編曲家、音楽プロデューサー

## 来歴

### 生い立ち
1978年9月26日、宮城県仙台市生まれ。1985年から1987年まで西ドイツのミュンヘンにて育ち、1987から1999まで日本で暮らし、2009年以降は主に日本とフィリピンに在住。
幼い頃から多様な音楽を聴いて育ち、14歳の時に自作で曲を創り始める。15歳になるとパソコンとキーボードを使い編曲も含めた本格的な楽曲を創り始める。このスタイルは現在に至るまで、一貫して変わっていない。18歳になると、親友の長瀬弘樹と共に曲造りをするなどして、プレゼンテーションを積極的に行う。1999年、大検を取得。2001年9月、アメリカ合衆国、カリフォルニア州のロサンゼルス・シティー・カレッジへ進学し文化人類学を専攻する。

### 2000年代
2000年、進学のための渡米前、世界中を放浪して生活していた時期があり、その頃に初めてフィリピンに足を踏み入れる。その時にSide Aバンドと出会い、作曲家、ベーシスト、プロデューサーのJoey Beninとも出会っており、フィリピンの良質な音楽のクオリティのに大いなる影響を受ける。
2004年から、フィリピンのマニラでJoey Beninのスタジオを共同で運営。以後、多くのフィリピンのアーティスト、ミュージシャンらの仕事に関わりながら、レコーディングエンジニア、プロデューサーとして現場のノウハウを大きく吸収していった。
2009年5月21日、ミニアルバムHEARTWARMINGをリリース。これが事実上の自身のアーティスト活動のデビューとなる。当初、自らの歌唱力に自信がなく、その後、アーティスト活動をすることは31歳になっても想定しておらず、周囲の説得に応じて、あくまで一回限りの「お試し」と割り切ったリリースだった。そのため、この作品では写真は使われていない。しかし、それを機に、同年内にレーベル studiokarmaを立ち上げ、12月に1枚目のオリジナルフルアムSPIRALをリリース。

### 2010年代
2019年12月発売の1枚目のオリジナルフルアルバムのリリースを機に、日本とフィリピンを拠点として、主に自らのアーティスト活動に従事する。2009年から2018年までの9年の活動で10枚のオリジナルアルバムをリリースしている。これまで9年間に発表してきた楽曲数は150曲程度あり、歌唱、作詞、作曲、編曲、レコーディングからミックスまでを自らの手で行う。

### 2020年代
2009年から2019年まで絶え間なく、オリジナル作品をリリースして来ており、そのペースで本来2020年1月中旬、次回アルバム「Dance party」のレコーディング活動が開始された。大阪とマニラに拠点のある石川は1月下旬に数週間後に戻ってくる予定で一時帰国をしたのが最後、その後、3年以上もの間マニラの自宅に帰れない状態となり、制作も休止。当初は一時的なものだと考えながらタイミングを見計らっていたが2020年は事実上、先の読めない情勢上、新しい楽曲を作ることはできなかった。2022年頃オンライン上で地道に制作を再開し、なんとか2022年6月15日にリリースされた。その悔いもあり2023年には「BLUE」と「RED」の2枚のアルバム、さらには2枚のシングル。2023年は合計25曲新曲を発表する年となった。更に翌年には「Dr. Machine」(15曲書き下ろし)と、コロナ禍の影響の煽りを受けて、一年半の間に40曲を超える楽曲をリリース。
2024年これまで懐疑的だったストリーミングサービスを頑なまでに拒んできたが、良いか悪いかの判断はやってみてから決めようと思い、これまでリリースして来た200曲ほどの作品の多くを配信する。すると3週間するないなや120万再生を超えた。しかも数字伸びは絶え間ない。楽曲の版権は全て一人で運営していため実質上CDの売り上げを簡単に超えてしまった。インディペンデントアーティストとしての活動スタイルがモロに功を奏すこととなった。
勢いは止まらず前作のリリースから10ヶ月のインターバルを置いて、2025年7月には通算15枚目となる「Outer Space」(11曲）リリース。

### 居住地と活動拠点
2021年現在、大阪とフィリピンのマニラの両国に居住しており、それぞれにプライベートスタジオを揃えている。楽器のレコーディングはほぼ全てフィリピンで、現地の第一線で活動するミュージシャンらを起用して行っている。

## ディスコグラフィー

### アルバム

#### オリジナルアルバム
1. SPIRAL （2009年12月23日）
2. 図南の翼 （2010年12月22日）
3. 11 （2011年11月11日）
4. HEY （2012年12月12日）
5. fantasy （2013年12月25日）
6. sense （2014年9月26日）
7. 情 （2015年7月24日）
8. Nature (2016年10月5日）
9. 1980 (2017年9月6日)
10. X (2018年12月25日)
11. Dance Party (2022年6月15日)
12. BLUE (2023年3月24日）
13. RED (2023年11月21日）
14. Dr. Machine (2024年9月26日）
15. Outer Sace(2025年7月23日）

全作詞、作曲、編曲：石川晃次（一部英語曲、セルフカバー曲を除く）

#### ライブアルバム
1. 一夜限りのプレミアムコンサート「始まりは終わらない」 （2012年7月4日）

#### ミニアルバム
1. HEARTWARMING （2009年5月21日）

#### ベストアルバム
1. Legacy & Vanity 2009-2013 （2019年6月26日）配信限定
2. Legacy & Vanity 2014-2019 （2019年6月26日）配信限定

### シングル

#### オリジナルシングル
1. さらばいづこの幻よ（2022年5月14日）
2. キラキラチャンス　(2022年7月20日）
3. SIGNAL（2023年2月10日）
4. I wish（2023年10月10日）
5. 夢があれば遠くはない（2024年2月7日）
6. 例え雨に濡れても（2024年8月15日）
7. まことしやかに（2025年3月25日）
8. Outer Space (2025年8月22日）

### 提供曲、参加曲
太字は、石川晃次本人によるセルフカバーが発表されている楽曲を指す。
- 長瀬弘樹／Energy (作詞）、Tokyo Tower（作詞）、Pain (作詞、編曲）
- Side A band／ I guess this is love（作詞、作曲、編曲）.your heart will be mine（作曲、編曲）、.When I'm missing you（作曲、編曲）

- 中野サユリ ／ミツケテ（編曲）、Dreaming（編曲）
- ハンバガーチェーン店の季節限定のメニューCMソング／荒野のヒーローズ（作詞、作曲、編曲）
- 有馬元気／元気のストリート（編曲）
- 岩本三千代／あなたにチョコレート（編曲）、散歩に行こうよ（編曲）I'm a woman （編曲）

## エピソード
- 中学校で音楽と英語の成績が最も悪く、以後、日本の教育システムへの不信感を強めるようになり、登校拒否 となり、アメリカ合衆国のコミュニティ・カレッジへと渡ったとされる。英語は独学で習得する。
- 日常の使用言語は日本語と英語。フィリピンではタガログ語は話せないため英語のみで生活している。
- 父は日本のカント哲学の第一人者、石川文康[4]。